# PokerStars
PokerStars is de grootste online pokersite in de wereld.
Het bedrijf heeft in België een vergunning van de Kansspelcommissie voor het aanbieden van online kansspelen, dit in samenwerking met het Casino van Namen.

## Geschiedenis
PokerStars is begonnen in september 2001, als een Costa Ricaans bedrijf, Rational Enterprises. Het bedrijf werd daarna verhuisd naar het eiland Man. De verhuizing werd gedaan omdat er op het eiland Man een vennootschapsbelasting van 0% heeft, en omdat Pokerstars ook Amerikaanse online gokkers kan aantrekken, wat destijds niet mogelijk was in Costa Rica. PokerStars heeft een vergunning van de 'Isle of Man Gambling Supervision Commission'. Analisten schatten de marktwaarde op ongeveer 2,8 miljard dollar, waarmee het een van 's werelds grootste private gokbedrijven is.
Pokerstars werd de grootste online pokersite toen het Amerikaans Congres de 'Unlawful Internet Gambling Enforcement Act' aannam. Deze wet verbood Amerikanen om online te gokken. Veel sites, waaronder PartyPoker, op dat moment de grootste online pokersite, blokkeerden de Amerikaanse spelers onmiddellijk, terwijl PokerStars dat niet deed. Op 19 mei 2007 deelde Pokerstars zijn 10 miljardste hand op de site, op 16 februari 2009 de 25-miljardste hand, op 22 september 2010 de 50-miljardste en op 13 juni 2013 werd de 100-miljardste hand gedeeld. PokerStars heeft dagelijks op piekmomenten ongeveer 300.000 spelers tegelijk aan het spelen.
De kampioenen van het 'Main Event' van de World Series of Poker 2003, Chris Moneymaker, en van de World Series of Poker 2004, Greg "Fossilman" Raymer hadden zich gekwalificeerd voor de WSOP via PokerStars. Doordat de 'gewone man' daardoor zag dat hij ook een kans op winnen van grote prijzen had, explodeerde de groei van PokerStars daarna.
Het grootste wekelijkse online pokertoernooi, de Sunday Million, met een gegarandeerd prijsbedrag van $1.000.000,-, wordt ook gespeeld op PokerStars, met een inleg van $ 215,- en een hoofdprijs van ongeveer $175.000,-.
Per 1 oktober 2021, toen de Wet kansspelen op afstand (Wet Koa) in werking trad, verliet Pokerstars de Nederlandse markt omdat zij geen licentie had verkregen van de Kansspelautoriteit (Ksa). Anno 2024 heeft Pokerstars nog steeds geen licentie in Nederland bemachtigd.

### Wereldrecord 'meeste spelers in één online-toernooi'
PokerStars heeft (volgens Guinness Book of Records) meerdere keren het wereldrecord 'meeste spelers in één online-toernooi' gehaald.
- 35.000 spelers (29 december 2008)[9]
- 65.000 spelers (19 juli 2009) Doordat concurrent Full Tilt Poker op 19 juli 2009 een toernooi organiseerde (met 50.000 spelers) om het record van PokerStars te breken, organiseerde PokerStars op diezelfde dag een toernooi met 65.000 spelers. Daardoor bleef het wereldrecord 'meeste spelers in één online-toernooi' in handen van PokerStars.[10]
- 149.196 spelers (27 december 2009)[11]
- 200.000 spelers (4 december 2011)[12]
- 225.000 spelers (16 juni 2013)[13]

## Team PokerStars
Alle professionele pokerspelers die door PokerStars gesponsord worden, behoren tot 'Team PokerStars'. De bedoeling van het team is om de site zichtbaarheid te geven op grote toernooien en spelers de kans te geven om tegen grote namen in het poker te spelen.
In Nederland bestond team Pokerstars onder andere uit Marcel Lüske, Noah Boeken, Lex Veldhuis, Fatima Moreira de Melo, Pieter de Korver, Thierry van den Berg en Joep van de Bijgaart.